# Jerome Fontamillas
Jerome Earl Fontamillas (20 de junho de 1967) é um músico norte-americano-filipino. Jerome tocou em várias bandas, nomeadamente com o rock industrial, banda Mortal e Fold Zandura, com muito tempo parceiro musical Jyro Xhan. Ele atualmente joga com Switchfoot banda de rock alternativo como guitarrista e tecladista. 
Em 1985 Fontamillas Formado pela Academia de Monterey Bay Watsonville, CA. Fontamillas é um adventista do sétimo dia cristão. Em 1988 Fontamillas, Jyro xhan, Ray Tongpo e Wilson Peralta lançou uma fita demo seis canção chamada Wish Quinze no Blue Music Genius como Mortal Wish. Quatro anos depois, eles assinaram com Intense Records e tornou-se simplesmente Mortal. Fontamillas iria continuar a jogar com Mortal até 1996 e jogou em Fold Zandura (também com Jyro) entre 1995 e 1999. 
Em 2000, Fontamillas parar seu trabalho do dia e acabaram se unindo e excursionando com Switchfoot logo após o lançamento do seu terceiro álbum, "Learning to Breathe. Sua primeira versão era com Switchfoot sua liberação 2003, The Beautiful Letdown. Em 2002 Jyro Fontamillas e lançou um álbum de reunião Mortal chamado Nu-En-Jin. Ele se casou com sua esposa Kristi em dezembro de 2005.